# Myrioneuron hirsutum
Myrioneuron hirsutum är en måreväxtart som beskrevs av Wilhelm Sulpiz Kurz. Myrioneuron hirsutum ingår i släktet Myrioneuron och familjen måreväxter.
Artens utbredningsområde är Burma. Inga underarter finns listade i Catalogue of Life.